# Pirowy
Pirowy – część wsi Chruścin w Polsce, położona w województwie łódzkim, w powiecie radomszczańskim, w gminie Gomunice.
W latach 1975–1998 Pirowy należało administracyjnie do województwa piotrkowskiego.